# Sárd

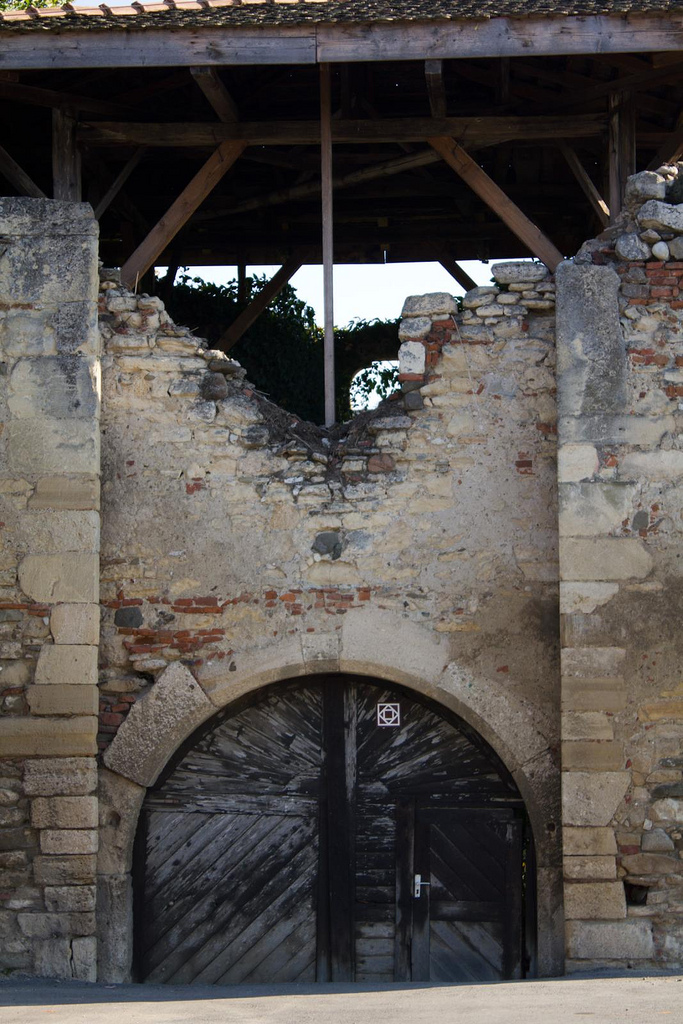
A református templom védőfalának kaputornya

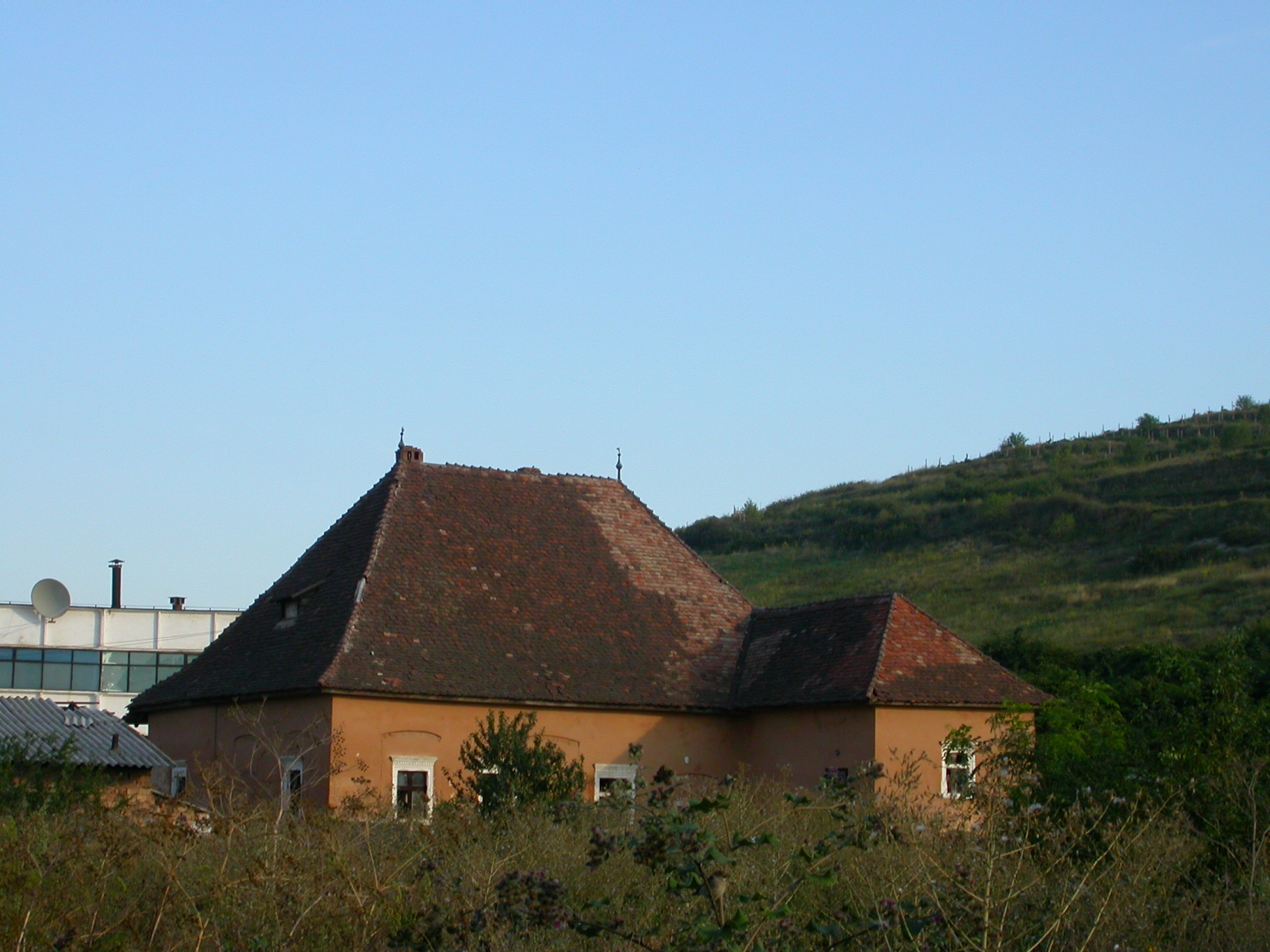
Az Esterházy-kúria

Sárd (románul: Șard, németül: Schard) falu Romániában, Erdélyben, Fehér megyében.

## Nevének eredete
Neve a sár szó -d képzős származéka, és valószínűleg víznévi közvetítésű. Először 1238-ban, Sard alakban említették.

## Fekvése
Az Erdélyi Hegyalján, Gyulafehérvártól nyolc kilométerre északnyugatra, az Ompoly bal partján fekszik.

## Népesség

### Etnikai és vallási megoszlás
- 1880-ban 1305 lakosából 1014 volt román, 183 magyar és 103 egyéb (cigány) anyanyelvű; 1092 görögkatolikus, 149 református, 35 római katolikus, 16 ortodox és tíz zsidó vallású.
- 2002-ben 2117 lakosából 1977 volt román, 121 cigány és 15 magyar nemzetiségű; 1994 ortodox, 32 görögkatolikus, 23 baptista, 19 pünkösdi és 16 református vallású.

## Története
Német nyelvű telepesek alapították. IV. László 1282-ben az erdélyi püspök közvetlen joghatósága alá helyezte, aki 1295-ben hospeskiváltsággal látta el. 1570-től a 19. századig mezőváros Fehér, majd Alsó-Fehér megyében. A középkorban itt volt az erdélyi püspökök téli rezidenciája. Életében mindvégig meghatározó szerepet játszott a szőlőművelés. 1563-ban még említették szász papját, de a későbbiekben román és református magyar lakosságú volt. A 16. században már laktak benne románok, majd I. Rákóczi György idején Sárdi Sebessi Boldizsár portai követ telepített szintén román jobbágyokat Zaránd vármegyei és steji birtokairól. A tatárok 1658-ban nagy részét felgyújtották. A román jobbágyok 1710-ben fakeresztet emeltek a település határára, a református nemesség ez ellen tiltakozó petíciója szerint ekkor az unióra áttért románok többségben voltak a reformátusokkal szemben. 1715-ben 48 nemes birtokolt benne, a legnagyobb birtokosok ekkor Naláczi Lajos nyolc nemesi és három jobbágytelekkel, Száva Mihály kilenc nemesi és egy jobbágytelekkel és Récsei István hat nemesi és két jobbágytelekkel. A század folyamán többek között a Teleki, az Eszterházy, a Bánffy és a Bornemissza család szerzett benne birtokot. 1761-ben százötven ortodox és tizenhat görögkatolikus családdal írták össze, de román lakossága ismét megszaporodott 1765-ben, amikor a Fogaras vidéki Kopacselből a határőrségtől húzódozó családokat a Bánffyak birtokára, a mai Olteni utca helyére telepítették. Református gyülekezete 1766-ban 86 férfit és 68 asszonyt számlált. 1783-ban az erdélyi református egyház általános zsinatot tartott benne. Görögkatolikusai 1784-ben visszatértek ortodoxnak, majd 1836-ban ismét uniáltak. 1786-ban igen népes település volt, 1142 lakossal.
1848-ban Vadady László szolgabíró vezetésével negyven fős nemzetőrsége alakult. A magyar férfiak október 19-én gyűlést tartottak, ahol lemondtak korábbi tervükről, hogy családjaikat Gyulafehérvárra menekítsék, meggyőződve róla, hogy ott sem lennének biztonságban. Nemsokára a Rusan tribun vezette román felkelők Vadady kukoricatarlóján hatvanhárom magyar lakosát kivégezték. 
1919-ben református felekezeti iskolája alakult, de ezt a román hatóságok 1924-ben bezáratták. Református egyháza az 1940-es évekig volt önálló egyházközség, azóta Magyarigen társegyháza. A 2000-es években a református egyház működtette a falu egyetlen gyógyszertárát.

## Látnivalók
- A református templom eredetileg román stílusú volt. A 14–15. században gótikus stílusban átalakították, szentélyét sokszögűvé építették. Ebből a gótikus építési fázisból számos elem őrződött meg (a diadalív, támpillérek, kőkeretek, ülőfülke, szentségtartó). A 18. század második felében a hajót lerövidítették, a mellékhajókat oszlopokkal választották el a főhajótól, és ekkor építették olaszos ízlésű tornyát is. A templomot a 15–16. században ovális alaprajzú védőművel vették körbe. Ennek északi oldalán romos falu kaputorony áll, melynek belső szemöldökívén a Báthori-család címere látható, Báthory István latin nevének kezdőbetűivel. A védőfal külső oldalához később bolthelyiségeket építettek. A templomot a református egyház 2007–2009-ben helyreállította.[3]
- 17. századi, késő reneszánsz építésű Esterházy-kúria.
- A falutól északkeletre fekvő Bisericuța hegyen Szentmárton középkori falu maradványai.

## Gazdaság
- Borfeldolgozó központ.[4]
- 2350 hektáros határából 840 hektár volt szántó, 712 erdő, 220 legelő 110 rét és 35 szőlő. Összehasonlításul, 1909-ben még 144 hektár volt szőlő, 953 szántó, 712 erdő, 287 rét és 115 legelő.

## Híres emberek
- Itt élt 1763-tól pár évig Teleki Sámuel és itt rendezte be először könyvtárát, a későbbi Teleki Tékát.
- Itt született Récsey Ádám (1775–1852) császári és királyi táborszernagy, politikus.
- Itt született 1935-ben Gheorghe Anghel történész.